# Лысов, Алексей Дмитриевич
Алексе́й Дми́триевич Лысо́в (род. 21 ноября 1976 в Ленинграде, РСФСР, СССР) — российский следж-хоккеист. Защитник сборной России по следж-хоккею. Чемпион России сезона 2018-2019 Серебряный призёр Паралимпийских игр 2014. Бронзовый призёр чемпионата мира по следж-хоккею 2013 года, участник первенства Европы 2011 года. Двукратный серебряный призёр первенств России 2011 и 2012, чемпион страны 2014. Заслуженный мастер спорта России. С 2010 года выступает за ижевский клуб «Удмуртия».

## Стиль игры
По оценке вратаря паралимпийской сборной России Владимира Каманцева, Лысов мог уступать по скорости молодым, но с его опытом ему не требовалось превосходство в «физике»: он мог читать любую игровую ситуацию, и шайба сама «находила его».

## Награды
- Медаль ордена «За заслуги перед Отечеством» I степени (17 марта 2014 года) — за большой вклад в развитие физической культуры и спорта, высокие спортивные достижения на XI Паралимпийских зимних играх 2014 года в городе Сочи[5].